# Пономаренко Сергій Андрійович
Пономаренко Сергій Андрійович (22 серпня 1982, м. Харків) — громадянин України, волонтер, здійснює забезпечення українських військових в ході війни на сході України, депутат Дергачівської районної ради VII скликання, помічник народного депутата України ХІІІ скликання Кобцева Михайла Валентиновича.

## Біографія
У 2004 році закінчив Харківський регіональний інститут державного управління Національної академії державного управління при Президентові України за спеціальністю «Управління трудовими ресурсами».
З 2002 по 2005 рр. працював на посаді економіста з зовнішньоекономічної діяльності ТОВ «ВК Індастрі».
З 2005 року є керівником Харківського регіонального представництва «Павлоградспецмаш».

## Волонтерська діяльність
З 2014 року активно займається волонтерською діяльністю в складі Волонтерської групи Михайла Кобцева, до складу якої входять також Денис Бресласький, Ірина Гордєєва, Ігор Звягін, Віталій Токранов та інші. З липня 2014 р. зусиллями даної волонтерської групи було реалізовано ряд програм:
1) «Вода для армії» (двічі на тиждень поставляється дві фури (20 тонн) питної пляшкової води в м. Щастя, с. Піски та інші населені пункти зони АТО).
2) «Аптечки для армії» (формування та передача військовим індивідуальних аптечок стандарту НАТО, що містять кровоспинний засіб Celox, сильнодійний антишоковий препарат Налбуфін, джгути, перев'язувальні пакети та інше. Станом на грудень 2014 року було роздано близько тисячі таких аптечок).
3) «Транспорт для армії» (передача в розпорядження військових зони АТО транспортних засобів, допомога в придбанні запчастин для військової техніки. Станом на грудень 2014 року було передано в розпорядження 93-ї механізованої бригади три автомобілі, відремонтовано БТР, поставлено необхідну кількість запчастин для військової техніки).
4) «Безпілотник» (проєктування та розробка БпЛА).
5) «Обмундирування» (регулярне забезпечення військових зони АТО одягом, взуттям, шоломами, бронежилетами (за необхідністю) за принципом «кожному солдату власно в руки». Станом на грудень 2014 року формою забезпечено близько 700 військових).
6) «Технічна допомога армії» (передача в розпорядження військових зони АТО тепловізорів, планшетів та рацій).
7) «Допомога мирному населенню» (гуманітарна допомога населенню м. Щастя зразу після його визволення; вивезення людей з зони АТО (гуртове, поодиночне), періодична допомога в розташуванні вимушених переселенців).
Виконання вищезазначених програм є постійним по сьогоднішній[який?] день.

## Політична діяльність
На місцевих виборах 25 жовтня 2015 року був обраний депутатом Дергачівської районної ради.

## Державні нагороди
Орден «За мужність» ІІІ ступеня (указ президента України від 4 грудня 2014) — за громадянську мужність, вагомий особистий внесок у розвиток волонтерського руху, зміцнення обороноздатності та безпеки Української держави.